# Saint Vincent e Grenadine ai Giochi della XXVIII Olimpiade
Saint Vincent e Grenadine partecipò ai Giochi della XXVIII Olimpiade, svoltisi ad Atene, Grecia, dal 13 al 29 agosto 2004, con una delegazione di 3 atleti impegnati in due discipline.

## Risultati

### Atletica leggera
| Q | Qualificato al turno successivo per la Classifica in qualificazione                                                          |
| q | Qualificato per il turno successivo per ripescaggio o, negli eventi su campo, conquistando la misura minima per qualificarsi |

Maschile
Eventi su pista e strada
| Atleta     | Evento      | Batteria  | Batteria   | Semifinale      | Semifinale      | Finale          | Finale          |
| Atleta     | Evento      | Risultato | Classifica | Risultato       | Classifica      | Risultato       | Classifica      |
| ---------- | ----------- | --------- | ---------- | --------------- | --------------- | --------------- | --------------- |
| Andy Grant | 800 m piani | 1'57"08   | 8º         | non qualificato | non qualificato | non qualificato | non qualificato |

Femminile
Eventi su pista e strada
| Atleta         | Evento      | Batteria  | Batteria   | Quarti di finale | Quarti di finale | Semifinale      | Semifinale      | Finale          | Finale          |
| Atleta         | Evento      | Risultato | Classifica | Risultato        | Classifica       | Risultato       | Classifica      | Risultato       | Classifica      |
| -------------- | ----------- | --------- | ---------- | ---------------- | ---------------- | --------------- | --------------- | --------------- | --------------- |
| Natasha Mayers | 100 m piani | 11"45     | 3ª Q       | dns              | -                | non qualificata | non qualificata | non qualificata | non qualificata |

### Nuoto
Maschile
| Atleta           | Evento            | Batteria  | Batteria   | Semifinale      | Semifinale      | Finale          | Finale          |
| Atleta           | Evento            | Risultato | Classifica | Risultato       | Classifica      | Risultato       | Classifica      |
| ---------------- | ----------------- | --------- | ---------- | --------------- | --------------- | --------------- | --------------- |
| Donnie Defreitas | 50 m stile libero | 27"72     | 74º        | non qualificato | non qualificato | non qualificato | non qualificato |
| Donnie Defreitas | 100 m dorso       | dns       | -          | non qualificato | non qualificato | non qualificato | non qualificato |